# Aleksandrowo (obwód Chaskowo)
Aleksandrowo (bułg. Александрово) – wieś w południowej Bułgarii, w obwodzie Chaskowo, w gminie Chaskowo. Według danych Narodowego Instytutu Statystycznego w Bułgarii, 31 grudnia 2011 roku wieś liczyła 291 mieszkańców.
Wieś znajduje się 12 km od Chaskowa.
We wsi odkryto grobowce trackie.